# أتلانتيس (مكوك فضاء)

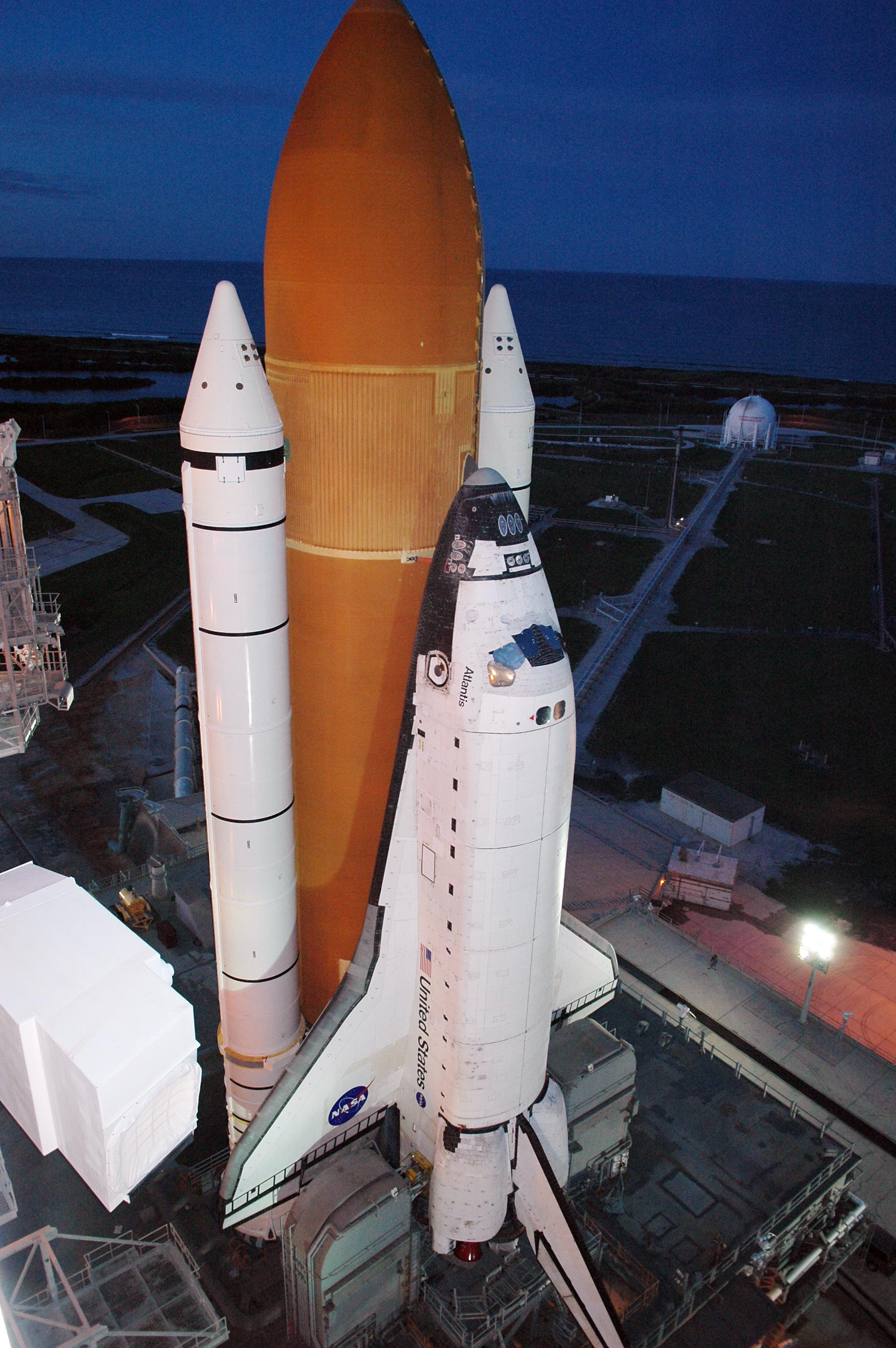
مكوك الفضاء أتلانتس لحظة قبل انطلاقه في 29 أغسطس 2006

مكوك الفضاء أتلانتس (Orbital Vehicle-104 أو OV-104) هو مكوك فضاء مدارية تابعة للإدارة الوطنية للملاحة الجوية والفضاء (ناسا)، التي هي وكالة استكشاف الفضاء والرحلات الفضائية التابعة للولايات المتحدة. بُني هذا المكوك من قِبل شركة روكويل الدولية في جنوب كاليفورنيا وسُلّم إلى مركز كينيدي للفضاء في شرق فلوريدا في أبريل عام 1985. يُعد أتلانتيس رابع مكوكٍ تشغيلي والثاني قبل الأخير الذي جرى بناؤه. كانت رحلته الأولى هي مهمة أس تي أس-51-جاي في الفترة بين 3 و7 أكتوبر 1985.
شرع أتلانتيس في مهمته رقم 33 والأخيرة، وكذلك المهمة الأخيرة في برنامج مكوك الفضاء، ألا وهي مهمة أس تي أس-135، في 8 يوليو 2011. كان من المتوقع أن تكون مهمة أس تي أس-134 لمكوك إنديفور الرحلة الأخيرة للبرنامج قبل تفويض مهمة أس تي أس-135 في أكتوبر 2010. استفادت أس تي أس-135 من مُعالجة مهمة الإطلاق عند الحاجة المُسمى أس تي أس-335، التي كانت ضروريةً في حال أصبح طاقم أس تي أس-134 عالقًا في المدار. هبط مكوك أتلانتيس للمرة الأخيرة في مركز كينيدي للفضاء في 21 يوليو 2011.
بحلول نهاية مهمته الأخيرة، أكمل أتلانتيس ما مجموعه 4848 دورة حول الأرض، مسافرًا مسافةً تُقارب 126,000,000 ميل (203,000,000 كم) أي أكثر من 525 ضعف المسافة بين الأرض والقمر.
سُمي أتلانتيس نسبة لسفينة آر في أتلانتيس الشراعية ذات الساريتين، التي كانت السفينة البحثية الرئيسية لمؤسسة وودز هول لعلوم المحيطات بين عامي 1930 و1966.

## مهمات المكوك البارزة
انطلق مكوك أتلانتيس الفضائي في رحلته الأولى في 3 أكتوبر 1985، في مهمة أس تي أس-51- جاي، ثاني رحلة مخصصةٍ لوزارة الدفاع. انطلق المكوك في مهمةٍ أخرى، أس تي أس-60-بي، التي كانت ثاني إطلاقٍ ليلي في تاريخ برنامج المكوك الفضائي، قبل وقوع كارثة مكوك تشالنجر الفضائي التي علّقت مهام أسطول المكوك في عام 1986. ومن بين خمس مكّوكاتٍ فضائية انطلقت إلى الفضاء، أجرى أتلانتيس مهمةً لاحقة في أقصر وقتٍ بعد المهمة السابقة (وقت الدوران) عندما أُطلق في نوفمبر 1985 في مهمة أس تي أس-61-بي، بعد 50 يومًا فحسب من مهمته السابقة، أس تي أس-51-جاي في أكتوبر 1985. اُستخدم أتلانتيس بعد ذلك في عشر رحلاتٍ بين عامي 1988 و1992. في اثنتين من تلك المهمات، قام المكوك بنشر مسبارين كوكبيان، كلاهما في عام 1989، وهما مسبار ماجلان إلى كوكب الزهرة (في مهمة أس تي أس-30) ومسبار غاليليو إلى كوكب المشتري (في مهمة أس تي أس-34). وبعد مهمة أس تي أس–30، أصبح أتلانتيس أول مكوكٍ فضائي يُطلق مسبارًا بين كوكبي.
أثناء الرحلة المكّوكية رقم 27 في مهمة أس تي أس-27 خلال عملية نشر الحمولة، والتي حُددت في نهاية المطاف على أنها قمر لاكروس الخاص بالمراقبة، فقد أتلانتيس جزءًا من درعه الحراري أثناء الإقلاع، ما ألحق أضرارًا كبيرة بالجانب السفلي لجناحه الأيمن، ما أدى لإتلاف أكثر من 700 صفيحة، وتسبب ذلك في انصهار صفائح الألمنيوم أثناء إعادة دخول المكوك في الغلاف الجوي. قبل العودة إلى الأرض، اعتقد القائد روبرت أل. جيبسون أنهم سيموتون على حدّ قوله، بسبب الأضرار الشديدة التي لحقت بجناح المكوك. نظرًا للطّبيعة السرية لحمولة أتلانتيس، اضطر الطاقم إلى استخدام خطّ أرسالٍ مُشفّرٍ أكثر أمانًا، كانت جودته منخفضة على الأرجح. اعتقد مهندسو ناسا أنّ الأضرار كانت خفيفة، ونتيجة لذلك، ثار غضب أعضاء الطاقم. خلال عملية الدخول في الغلاف الجوي، هبط طيّار المهمة غاي غاردر بالمكوك بأمان. أثناء التحقق من المكوك، لوحظت الأضرار البالغة في أجزاء مهمةٍ من الجناح الأيمن السفلي للمكوك. في النهاية، كان المصير نفسه هو ما أدى إلى تدمير مكوك كولومبيا في عام 2003، بسبب حدوث فشلٍ في قطع الصفائح، ما أدى إلى تفكك كولومبيا إثناء مرحلة الدخول في الغلاف الجوي. لو تدمرت أتلانتيس خلال مهمتها في عام 1988، لكان من المرجح أن يُؤخر هذا التدمير المكّوكي الثاني وكالة ناسا عامين على الأقل، وكان ذلك سيُجبر الوكالة على إعادة تصميم رغوة خزانات الوقود والدرع الحراري الواقي الضعيف، أو كان ذلك سيُجبر ناسا على إلغاء برنامج المكوك الفضائي قبل 30 عامًا من موعد انتهائه الفعلي.
أثناء مهمة أخرى، أس تي أس-37 عام 1991، نشر أتلانتيس مرصد كومبتون لأشعة غاما. وخلال مهمة أس تي أس-71 عام 1995، قام أتلانتيس بسبع رحلاتٍ مباشرة إلى محطة الفضاء الروسية السابقة مير كجزءٍ من برنامج شاتل–مير. حققت مهمة أس تي أس-71 العديد من الإنجازات غير المسبوقة في رحلات الفضاء البشرية: كانت الرحلة الفضائية المأهولة رقم 100 للولايات المتحدة الأمريكية، وأول عملية التحام بين مكوكٍ أمريكي ومحطة مير الفضائية الروسية، وأول عملية التقاءٍ مُشترك بين الدولتين في الفضاء؛ وأول تغييرٍ في طاقم المكوك في المدار. بعد التحامهما، شكل أتلانتيس ومير أكبر مركبة فضائية في المدار في ذلك الوقت.
سلّم المكوك أتلانتيس أيضًا العديد من المكونات المهمة لبناء محطة الفضاء الدولية. خلال مهمة أس أس تي-98 في فبراير 2001 إلى محطة الفضاء الدولية، سلّم أتلانتيس وحدة دينسيتي، وهي منشأة التشغيل الرئيسية لأدوات الأبحاث الأمريكية على متن محطة الفضاء الدولية. كانت عملية السير في الفضاء التي قام بها رائدا الفضاء روبرت كوربيم وتوماس جونز لمدة خمس ساعات و25 دقيقة خلال مهمة أس أس تي-98 النشاط الفضائي الخارجي رقم 100 لوكالة ناسا. نُقلت غرفة مُعادلة الضغط المُسماة كويست جوينت وثُبتت على محطة الفضاء الدولية بواسطة أتلانتيس أثناء مهمة أس تي أس-104 في يوليو 2001. منح التثبيت الناجح لغرفة الضغط أطقم محطة الفضاء الدولية القدرة على القيام بعمليات سيرٍ في الفضاء لإكمال مهام الإصلاح خارج محطة الفضاء الدولية باستخدام بدلات الفضاء الأمريكية أو بدلات أورلان الروسية. كانت أول رحلة قام بها أتلانتيس بعد كارثة مكوك كولومبيا هي مهمة أس تي أس-115، التي اُجريت خلال سبتمبر 2006. حملت المهمة قطح جملون بي3/بي4 وألواحًا شمسية إلى محطة الفضاء الدولية. في مهمة أس تي أس-122 لتجميع محطة الفضاء الدولية في فبراير 2008، سلّم أتلانتيس مختبر كولومبوس إلى المحطة، الذي يُمثل أكبر مساهمةٍ فردية لمحطة الفضاء الدولية قامت بها وكالة الفضاء الأوروبية.

## المهام التي قام بها
| #  | التاريخ        | التسمية  | ملاحظات |
| -- | -------------- | -------- | --- |
| 1  | 3 أكتوبر 1985  | STS-51-J | المهمة الأولى لاتلانتيس، لوزارة الدفاع.                                                                                                |
| 2  | 26 نوفمبر 1985 | STS-61-B | أوصل ثلاثة أقمار اصطناعية للاتصالات إلى المدار: MORELOS-B وAUSSAT وSATCOM KU-2.                                                        |
| 3  | 2 ديسمبر 1988  | STS-27   | بعثة مخصصة لوزارة الدفاع. |
| 4  | 4 مايو 1989    | STS-30   | إطلاق ماجلان (مسبار) |
| 5  | 18 أكتوبر 1989 | STS-34   | إطلاق غاليليو (مركبة فضائية) |
| 6  | 28 فبراير 1990 | STS-36   | بعثة مخصصة لوزارة الدفاع. |
| 7  | 15 نوفمبر 1990 | STS-38   | بعثة مخصصة لوزارة الدفاع. |
| 8  | 15 أبريل 1991  | STS-37   | إطلاق مرصد كومبتون لأشعة غاما |
| 9  | 2 أغسطس 1991   | STS-43   | إطلاق TDRS-5. |
| 10 | 24 نوفمبر 1991 | STS-44   | بعثة مخصصة لوزارة الدفاع. |
| 11 | 24 مارس 1992   | STS-45   | نقل مختبر الغلاف الجوي للتطبيقات والعلوم (ATLAS) مهمة 1.                                                                               |
| 12 | 31 يوليو 1992  | STS-46   | إطلاق القمر الصناعي لوكالة الفضاء الأوروبية EURECA (European Retrievable Carrier) والتجربة الإيطالية-الأمريكية: نظام الأقمار الصناعية. |
| 13 | 3 نوفمبر 1994  | STS-66   | نقل ATLAS البعثة 3. |
| 14 | 29 يونيو 1995  | STS-66   | أول التحام مع محطة الفضاء مير. |
|    |                |          | |